# Арктика (гостиница, Мурманск)
«А́рктика» — 18-этажное здание (гостинично-деловой центр) в центре Мурманска. Визитная карточка города и самое высокое общественное здание за полярным кругом. Первоначально в здании располагалась гостиница «Арктика». После реконструкции 2014 года в здании находятся деловой центр «Арктика» и гостиница «Azimut Сити Отель Мурманск» на 186 номеров.

## Месторасположение
Гостиница расположена в самом центре Мурманска, на площади Пять Углов. Точный адрес — Мурманск, проспект Ленина, 82. В здании современной «Арктики», кроме гостиницы «Azimut, расположены: ресторан «Арктика», кафе «Deli», сауна, парикмахерская, бар-ресторан «Седьмое небо», несколько магазинов и баров.

## История
Гостиница «Арктика» появилась в столице Мурманской области в 1933 году. Это было невысокое четырёхэтажное каменное здание на 100 номеров. В 1972—1984 годах старое здание было снесено и на его месте возведена новая «Арктика» — 18-этажное здание высотой 72 метра, способное разместить до 1030 человек. По окончании строительства «Арктика» стала самым высоким зданием на Кольском полуострове.
До 1988 года гостиница находилась в ведомстве управления коммунального хозяйства. В 1990 году вошла в состав совместного советско-шведского предприятия. В 1996 году получила статус муниципального гостинично-ресторанного комплекса, а в 2003 — Мурманского муниципального унитарного предприятия.
К 80-летнему юбилею областного центра — в 1996 году по инициативе первого мэра Мурманска Олега Найденова на гостинице были установлены часы-куранты, которые каждый час проигрывали мелодию песни «Я люблю моё Заполярье». С 2007 по 2009 куранты находились на ремонте.
В 2006 году гостиница «Арктика» была приватизирована и в мае того же года зарегистрирована как предприятие ОАО «Отель „Арктика“». Учредителями нового предприятия стали администрация Мурманска и Закрытое акционерное общество «Евразия: отели и курорты». Половина акций гостиницы стала принадлежать городу.
В 2009-2014 годах «Арктика» была закрыта на реконструкцию. Реконструкция была проведена совместными усилиями Azimut Hotels, архитектурной мастерской Николая Лызлова и английским архитектурным бюро[каким?]. Главным архитектором был назначен Николай Лызлов — член правления Московского союза архитекторов. Генеральный подрядчик — RD Construction Management из RD Group Целью реконструкции было повышение уровня комфортабельности и безопасности гостиницы. В планы реконструкции входили: капитальное обновление фасада здания, увеличение количества лифтов, размещение бутиков, кафе и ресторанов, полное обновление всех коммуникаций, замена устаревшей системы пожарной безопасности, увеличение среднего размера номера.
13 сентября 2014 года гостинично-деловой комплекс «Арктика» открылся после реконструкции. В состав 18-этажного комплекса вошел отель категории 4 звезды Azimut Отель Мурманск на 186 номеров, офисные помещения класса B общей площадью 11 тысяч м², магазины, самый большой в городе конференц-центр на более чем 500 мест, предприятия общепита и двухуровневая парковка на более чем 150 машино-мест.

## Знаменитые постояльцы
В разные годы в «Арктике» останавливались многие известные личности, в том числе: советский физик Сергей Вавилов, полярники Владимир Визе, Отто Шмидт и Иван Папанин, советские писатели Вениамин Каверин, Константин Симонов и Валентин Катаев, российский и советский зоолог Николай Книпович, музыкант Виктор Цой. В 1985 году в одном из номеров скончалась кинорежиссёр Динара Асанова. Гостиница предоставляет места для участников Праздника Севера — ежегодной северной олимпиады, проводящейся в Мурманске.
Мурманская «Арктика» упоминается в стихотворении постояльца поэта Ю. И. Визбора «Тост за Женьку»:
- Ну что, гражданин, ты остался
Один. Закрывать нам пора!
- А он заплатил? - Рассчитался.
Намерен сидеть до утра?
- Да нет. По привычке нахмурясь,
Я вышел из прошлого прочь...
Гостиница «Арктика», Мурманск.
Глухая полярная ночь.Ю. И. Визбор